# 浙江大学舟山校区

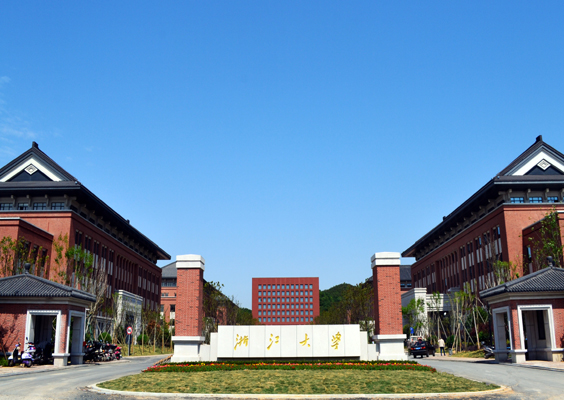
校区正门

浙江大学舟山校区位于浙江省舟山市定海区临城新区惠民桥区块，项目一期工程总建筑面积19万平方米，其中地上建筑达16.8万平方米，地下建筑面积2.4万平方米。校区主要建筑有体育中心、图书馆、国际交流中心、海洋科学实验室与综合办公楼等，还有操纵性水池、消声水池、高速拖曳水池、港航大厅、基础实验室平台等总计约5万方实验室面积。2015年9月舟山校区建成，浙江大学海洋学院搬入该校区。

## 历史
2012年6月10日，浙江大学与舟山市政府正式签署协议，共建浙江大学舟山校区，以打造浙大海洋学科，建设国家级海洋科教基地和海洋人才高地。
浙江大学海洋学院的学生，本科大一、大二年级在浙江大学紫金港校区就读，大三、大四年级和研究生阶段会在舟山校区就读。

## 主要建筑
该校区主要建筑分成16个单体
- 国际交流中心，又称圆正·海际酒店。
- 体育中心，一楼有游泳池和数十张乒乓球台，二楼有一个室内篮球场，三楼有12片羽毛球场。
- 图书馆，二楼将建浙大校史厅。
- 启真塔，是舟山校区的制高点。
- 海洋科学实验室与综合办公楼
- 操纵性水池
- 消声水池
- 港航大厅
- 基础实验室平台
- 高速拖曳水池
- 四幢宿舍楼，遵义南北楼、龙泉南北楼。
- 知味楼，学校食堂
- 求是坊，刻有校训，为合影之地